# ГЕС Завой
ГЕС Завой (Пірот) — гідроелектростанція на сході Сербії у Піротському окрузі, неподалік від кордону з Болгарією.
У 1963 році на річці Височиця (ліва притока Темштиці, яка через Нішаву, Південну Мораву та Велику Мораву належить до басейну Дунаю) стався масштабний зсув, що утворив природну греблю. Пізніше при спорудженні ГЕС, введеної в експлуатацію у 1990 році, вона була підсилена (виконано земляні роботи в обсязі 1 млн м3 при об'ємі греблі у 1,65 млн м3) та перетворена на земляну споруду із глиняним ядром, висотою 86 метрів, довжиною 290 метрів та шириною по гребеню 10 метрів. У результаті на Височиці з'явилось водосховище із площею поверхні 5,53 км2 та об'ємом 170 млн м3.
Зі сховища вода по дериваційному тунелю довжиною 8,5 км та діаметром 4,2 метра спрямовується на захід у долину річки Нішава. На завершальному етапі після вирівнюючого резервуара шахтного типу (висота 72 метри, діаметр 17 метрів) тунель переходить у напірний водовід довжиною 2 км, який досягає машинного залу. Така схема забезпечує напір до 280 метрів.
Основне обладнання станції становлять дві турбіни типу Френсіс загальною потужністю 80 МВт із річним виробництвом на рівні 99 млн кВт·год. Відпрацьована на ГЕС вода відводиться по каналу до річки Нішава, у поймі якої створений нижній балансуючий резервуар об'ємом 0,65 млн м3.